# Modèle probit
Pour l’article homonyme, voir Probit.
En statistiques, le modèle probit est un modèle de régression binomiale. Le modèle probit a été introduit par Chester Bliss en 1934. C'est un cas particulier du modèle linéaire généralisé.

## Cadre conceptuel
Soit Y une variable aléatoire binaire (i.e. prenant pour valeur 0 ou 1) et X un vecteur de variables dont on suppose qu'il influence Y. On fait l'hypothèse que le modèle s'écrit de la manière suivante : 
{\displaystyle P(Y=1\mid X)=\Phi (X'\beta ),}
où {\displaystyle \Phi } désigne la fonction de répartition de la loi normale centrée réduite. 